# Team Rosberg

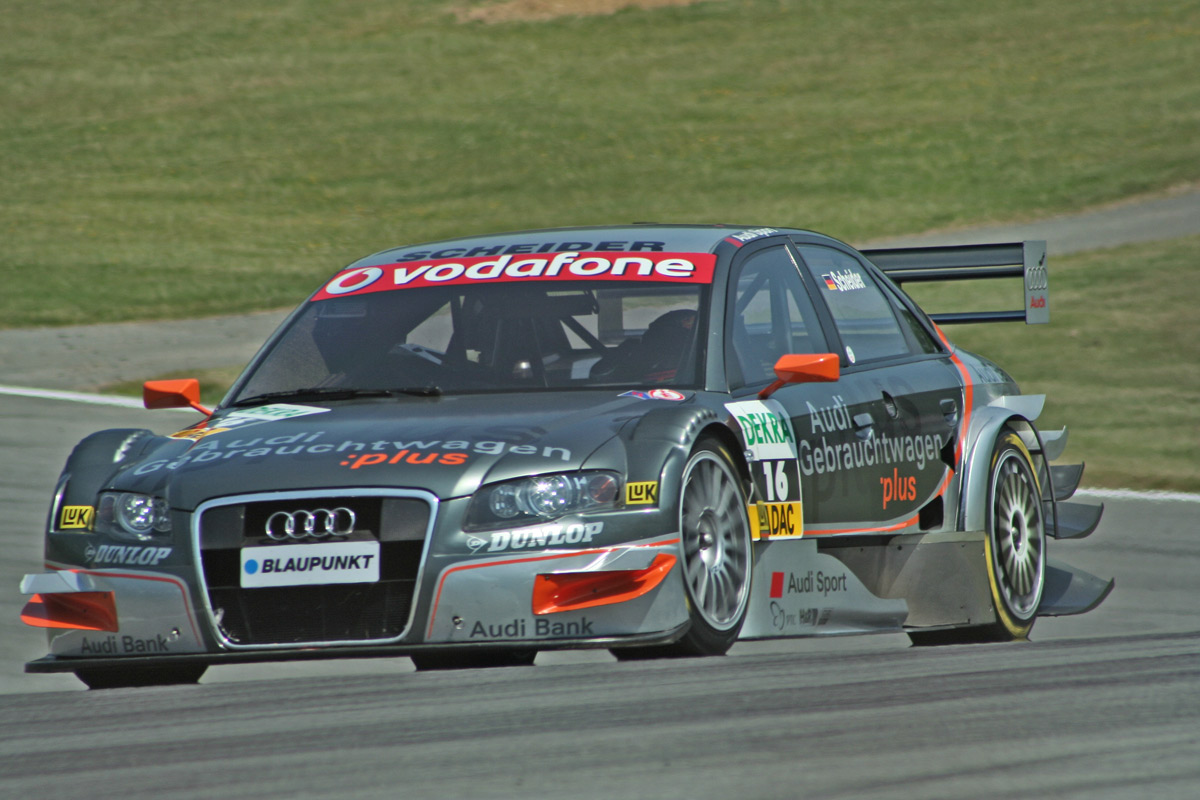
2006 startete Timo Scheider für Team Rosberg in der DTM

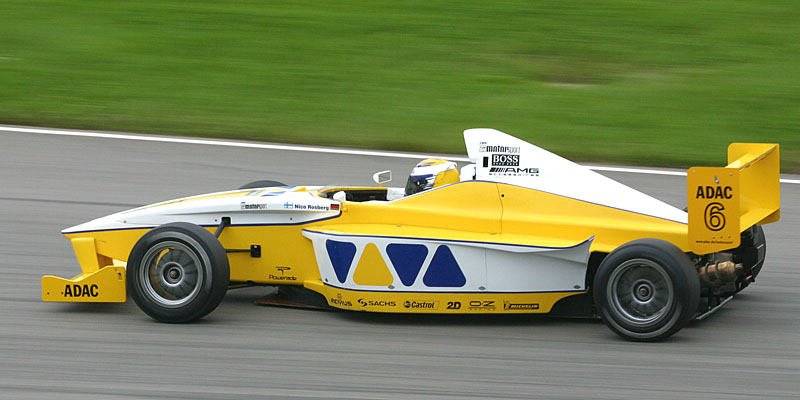
Nico Rosberg 2002 für das Team Rosberg in der Formel BMW

Das Team Rosberg ist ein deutsches Motorsportteam mit Sitz in Neustadt an der Weinstraße, das seit seiner Gründung durch Keke Rosberg 1994 in diversen europäischen Rennserien im Einsatz war oder ist. Von 1995 bis 2022 fuhr das Team in der DTM. Außerdem nahm es von 1998 bis 2005 an der Formel BMW und von 1999 bis 2005 an der Formel 3 teil.

## Geschichte
| Teamchef           | Kimmo Liimatainen |
| Teammanager        | Kimmo Liimatainen |
| Technischer Leiter | Nicola Palarchi   |
| Mitarbeiter        | 25                |

In der DTM-Saison 1995 setzte das Team zwei Opel Calibra, gefahren von den Altmeistern Keke Rosberg und Klaus Ludwig, ein. In der als ITC ausgeschriebene Saison 1996 fuhren Hans Joachim Stuck und JJ Lehto für das Team, nachdem Rosberg seine Karriere beendet hatte und Ludwig zu dem zu Opel gewechselten Team Zakspeed wechselte. Mit dem Ende der alten DTM zum Ende der Saison 1996 musste sich das Team ein neues Betätigungsfeld suchen und setzte mit eher mäßigem Erfolg einen Nissan Primera in der STW ein.
Mit dem Neubeginn der DTM 2000 tauchte auch das Team Rosberg wieder in dieser auf. Diesmal für Mercedes, gefahren von Pedro Lamy und Darren Turner. Lamy gab Anfang der Saison 2001 seinen Platz auf, da das Team weiterhin die Fahrzeuge der Saison 2000 einsetzen musste, mit denen an Punkte oder gar Siege kaum zu denken war, wogegen das neue Team Manthey Racing aktuelle Fahrzeuge bekam. Ersetzt wurde er durch den Belgier David Saelens. In den Folgejahren wechselten oft beide Fahrer nach jeder Saison, wobei insbesondere Christijan Albers und Gary Paffett nach nur einer Saison zum eigentlichen Werksteam HWA wechselten. Nach der Saison 2004, in der das Team erstmals komplett punktelos geblieben war, zog man sich aus der Serie zurück und wurde seitens Mercedes durch das Team Mücke Motorsport ersetzt.
Während dieser gesamten Zeit hatte man zudem parallel Fahrzeuge in der Formel BMW und deutschen Formel 3 (ab 2003 Formel 3 Euro Serie) eingesetzt.
Für die Saison 2006 wurde dann ein neuer Anlauf in die DTM unternommen, diesmal in Zusammenarbeit mit Audi. Alle Engagements im Formelsport wurden zudem eingestellt. Auch hier setzt man Vorjahresfahrzeuge ein, die jedoch durch diverse Regelanpassungen inzwischen deutlich wettbewerbsfähiger sind.
2017, 2019 und 2020 gewann René Rast mit dem Team Rosberg die Fahrermeisterschaft der DTM.

## Ergebnisse
| 1995 | 6. Platz DTM-Teamwertung mit Opel – Fahrer: Keke Rosberg + Klaus Ludwig |
| 1996 | 4. Platz ITC-Teamwertung mit Opel – Fahrer: Hans Joachim Stuck + JJ Lehto |
| 1997 | Super-Tourenwagen-Cup mit Nissan – Fahrer: Sascha Maassen + Roland Asch |
| 1998 | Super-Tourenwagen-Cup mit Nissan – Fahrer: Michael Krumm + Roland Asch |
| 1999 | Deutsche Formel 3 – Fahrer: Wouter van Eeuwijk + Kari Mäenpää + Pierre Kaffer Formel BMW ADAC Deutschland – Fahrer: Giorgio Mecataff + Hannu Wiinikainen + César Campaniço |
| 2000 | 7. Platz DTM mit Mercedes-Benz – Fahrer: Pedro Lamy + Darren Turner Deutsche Formel 3 – Fahrer: Kari Mäenpää + Hannu Wiinikainen Formel BMW ADAC Deutschland – Fahrer: Kimmo Liimatainen + César Campaniço + Christian Klien |
| 2001 | 8. Platz DTM mit Mercedes-Benz – Fahrer: Pedro Lamy + Darren Turner + David Saelens 6. Platz Deutsche Formel 3 – Fahrer: Gary Paffett + Laurent Delahaye Formel BMW ADAC Deutschland – Fahrer: Christian Klien + Marvin Bylitza |
| 2002 | 8. Platz DTM mit Mercedes-Benz – Fahrer: Stefan Mücke + Christijan Albers 1. Platz Deutsche Formel 3 – Fahrer: Gary Paffett + Kimmo Liimatainen 1. Platz Formel BMW ADAC Deutschland – Fahrer: Nico Rosberg + Christian Bakkerud |
| 2003 | 7. Platz DTM mit Mercedes-Benz – Fahrer: Stefan Mücke + Gary Paffett 8. Platz Formel 3 Euro Serie – Fahrer: Nico Rosberg + Andreas Zuber 3. Platz Formel BMW ADAC Deutschland – Fahrer: Christian Bakkerud + Michael Devaney + Átila Abreu |
| 2004 | DTM mit Mercedes-Benz – Fahrer: Bernd Mayländer + Jarek Janis 4. Platz Formel 3 Euro Serie – Fahrer: Nico Rosberg + Andreas Zuber 3. Platz Formel BMW ADAC Deutschland – Fahrer: Chris van der Drift + Jan Charouz + Marcel Jeleniowski |
| 2005 | 9. Platz Formel 3 Euro Serie – Fahrer: Kohei Hirate + Giedo van der Garde 3. Platz Formel BMW ADAC Deutschland – Fahrer: Chris van der Drift + Jonathan Summerton + Henri Karjalainen + Jens Höing + Markus Niemelä 19. Platz A1 GP (Team Österreich) – Fahrer: Mathias Lauda + Patrick Friesacher |
| 2006 | DTM mit Audi – Fahrer: Frank Stippler + Timo Scheider |
| 2007 | DTM mit Audi – Fahrer: Mike Rockenfeller + Lucas Luhr |
| 2008 | DTM mit Audi – Fahrer: Mike Rockenfeller + Markus Winkelhock |
| 2009 | DTM mit Audi – Fahrer: Mike Rockenfeller + Markus Winkelhock 5. Platz ADAC GT Masters – Fahrer: Oliver Mayer + Sakon Yamamoto + Franz Binder + Paulo Bonifácio 3. Platz FIA GT3 Europameisterschaft – Fahrer: Nicolas Armindo + César Campaniço + Jiri Navratil + Martin Matzke + Oliver Mayer + Paulo Bonifácio |
| 2010 | DTM mit Audi – Fahrer: Katherine Legge + Markus Winkelhock 7. Platz ADAC GT Masters – Fahrer: Kenneth Heyer + Michael Ammermüller + Bernd Herndlhofer + Johannes Seidlitz + Jan Seyffarth + Christopher Haase + Christiaan Frankenhout 8. Platz FIA GT3 Europameisterschaft – Fahrer: Kenneth Heyer + Michael Ammermüller + Bernd Herndlhofer + Johannes Seidlitz + Grégoire Demoustier + Stéphane Lémeret + Paulo Bonifácio |
| 2011 | DTM mit Audi – Fahrer: Filipe Albuquerque + Edoardo Mortara |
| 2012 | DTM mit Audi – Fahrer: Filipe Albuquerque + Edoardo Mortara |
| 2013 | DTM mit Audi – Fahrer: Filipe Albuquerque + Edoardo Mortara |
| 2014 | DTM mit Audi – Fahrer: Jamie Green + Nico Müller |
| 2015 | DTM mit Audi – Fahrer: Jamie Green + Nico Müller |
| 2016 | DTM mit Audi – Fahrer: Jamie Green + Adrien Tambay + René Rast |
| 2017 | DTM mit Audi – Fahrer: Jamie Green + René Rast |
| 2018 | DTM mit Audi – Fahrer: Jamie Green + René Rast ADAC GT Masters mit Lamborghini - Fahrer: Jonathan Judek + Jimmy Eriksson, sowie Michele Beretta + Aaro Vainio |
| 2019 | DTM mit Audi – Fahrer Jamie Green + René Rast |
| 2020 | DTM mit Audi – Fahrer Jamie Green + René Rast |
| 2021 | DTM mit Audi – Fahrer Dev Gore + Nico Müller |
| 2022 | DTM mit Audi - Fahrer Dev Gore + Nico Müller |